# Dextran

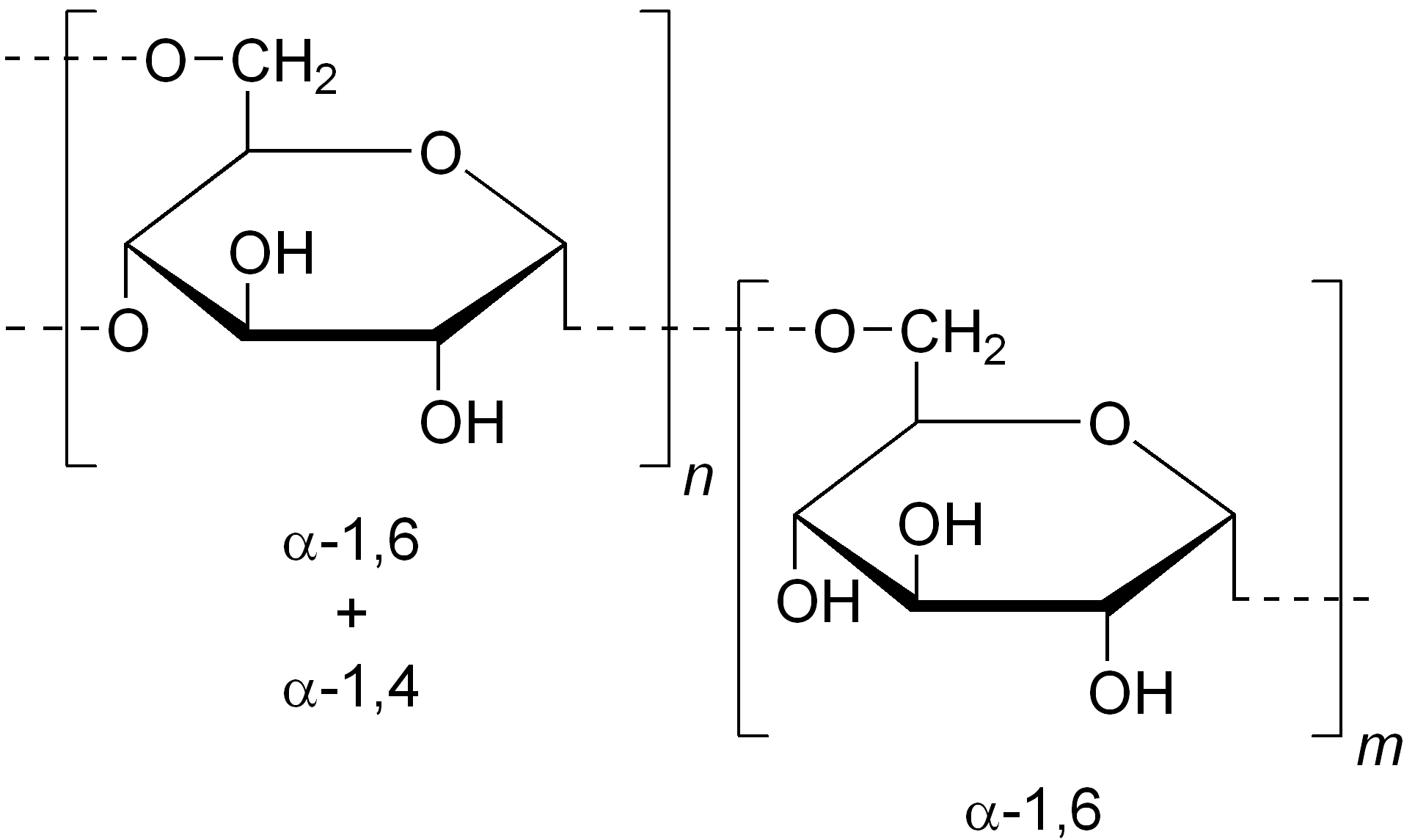
Representativ strukturformel för dextran. Mellan de två glukosmonomererna finns en α-1,6-glykosidbindning. Den vänstra monomeren har också en α-1,4-bindning som påbörjar en förgrening.

Dextran är en polysackarid, det vill säga en kolhydrat i polymerform, med stora molekyler. Dextran är mer specifikt en förgrenad glukan, det vill säga en polysackarid med en hög andel glukos-monomerer.
Lösningar av dextran har hög viskositet och är slemmiga.
Den raka huvudkedjan i en dextranmolekyl består av α-1,6-glykosidbindningar mellan glukosenheterna. Förgreningar påbörjas vanligen med α-1,4-bindningar och i vissa fall α-1,2- och α-1,3-bindningar.
Dextran hjälper den karies-orsakande bakterien Streptococcus mutans att klibba fast vid tänderna.

## Användningsområde
Genom forskningsarbete vid Uppsala universitet under 1940-talet utfört av bland andra Björn Ingelman och Anders Grönwall kom dextran att lanseras av Pharmacia som ersättningsmedel för blodplasma. Efter forskning av Jerker Porath och Per Flodin under 1950-talet kom dextran också att utnyttjas i flera Pharmacia-produkter inom separationsteknik, under namnet Sephadex.